# Diocèse de Kottar
Le diocèse de Kottar (en tamoul கோட்டாறு மறைமாவட்டம்) est une circonscription ecclésiastique de l’Église catholique dans le Tamil Nadu, en Inde du Sud. Érigé en 1930 le diocèse comprend la ville de Nagercoil voisine et une large partie du district de Kanniyakumari, à l’extrême sud de l’état de Tamil Nadu, et fait partie de la province ecclésiastique de Madurai.  Depuis 2007 son évêque en est Mgr Peter Remigius. 

## Histoire

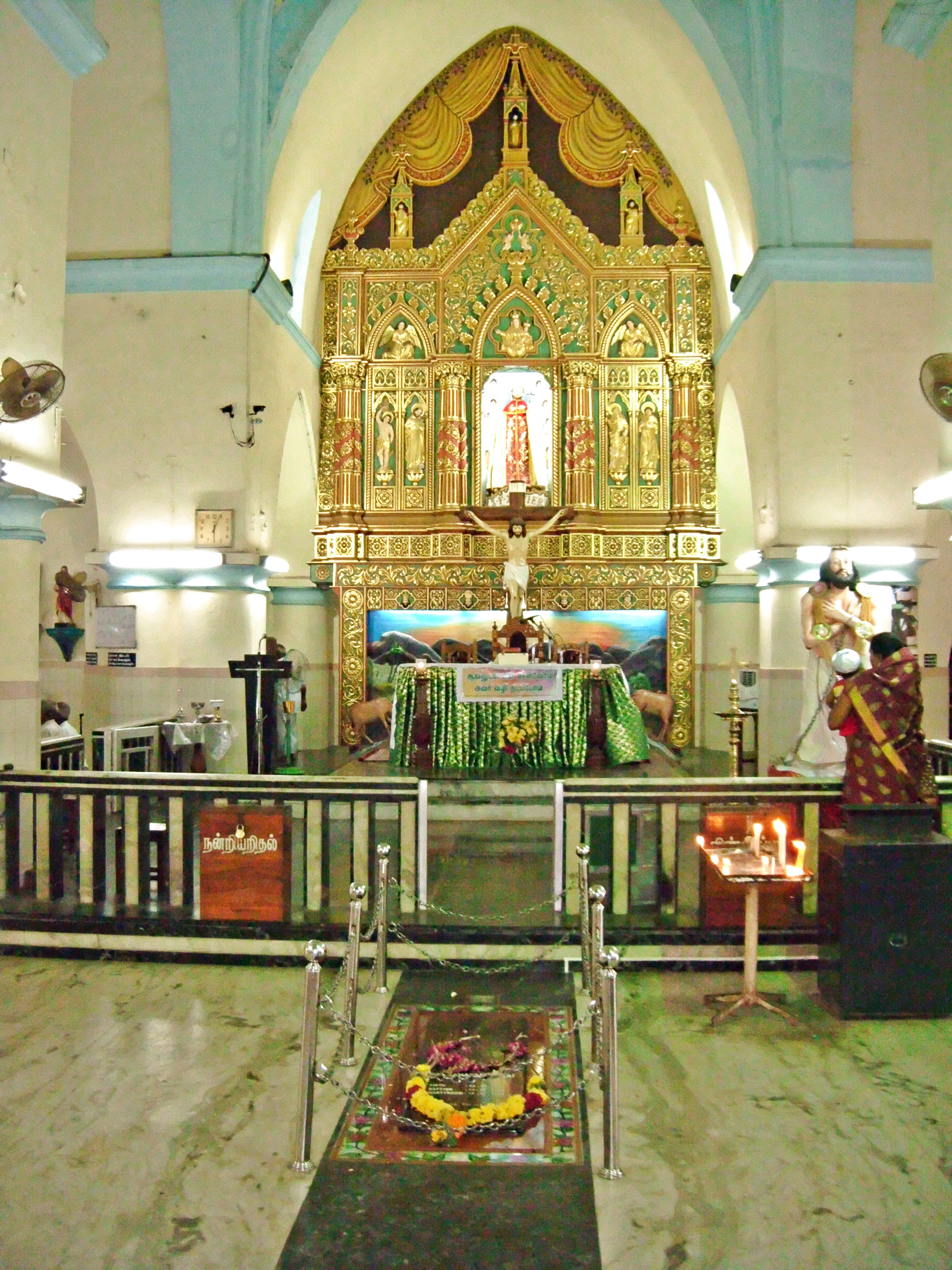
Tombe de saint Devasahayam Pillai à la cathédrale.

Des communautés chrétiennes (des ‘chrétiens de saint Thomas’) existaient sur le territoire du diocèse avant même l’arrivée des missionnaires portugais: à Thiruvithancode et Kottar. Des écrits de missionnaires du Padroado en attestent, de même que quelques vestiges découverts récemment à Chinna Muttom, près de Kanyakumari.
Avec l’arrivée des missionnaires portugais un groupe local connu sous le nom de "Paravas" se convertit en groupe à la foi chrétienne (1536-1537) Sept ans après leur conversion plus de 10000 pêcheurs, les ‘Mukkavas’ des villages côtiers allant de Poovar à Pallom (au Kerala), reçoivent le baptême (1544) des mains de saint François Xavier. Une chapelle Sainte-Marie est construite à Kottar par l’apôtre moderne de l’Inde, sur les fondations de laquelle se trouve aujourd’hui la cathédrale Saint-François-Xavier.
L’effort missionnaire se développe particulièrement après la création de la Congrégation romaine ‘Propaganda Fide’ (1622) et les missionnaires commencent à évangéliser les parties intérieures du pays avec une attention particulière pour les Vellalars et les Naïr. Plusieurs personnalités importantes de ces communautés embrassent la foi chrétienne et reçoivent le baptême. Particulièrement remarquable est la personnalité du laïc Devasahayam (Lazare) Pillai (dont le nom de naissance était Nilakanda Pillai), ministre à la cour du roi, mort pour la foi chrétienne en 1752 et béatifié en 2012. 
Au XVIIIe siècle la foi chrétienne se répand dans les régions intérieures, promue par les pères carmes missionnaires. De nombreuses conversions ont lieu parmi les Nadars. Vencode et Karenkadu sont des centres importants d’évangélisation. Avec la création au début du XIXe siècle du Vicariat de Verapoly-Varapuzha la région est détachée du ‘Vicariat de Malabar’ et enlevée à la juridiction du Padroado.  
In 1853, le vicariat de Quilon (aujourd’hui Kollam) est érigé et confié aux missionnaires carmes belges.  Lorsque la hiérarchie de l’Église catholique est établie dans toute l’Inde britannique, en 1886, Quilon devient diocèse, dont Kottar (près de Nagercoil) est le centre de la partie méridionale. 
Le père carme suisse et évêque de Quilon de 1905 à 1931, Alberic Ludwig Benziger,  est l’architecte de ce qui devint le diocèse de Kottar. Son zèle missionnaire soutenu par une vie exemplaire et un grand sens pastoral conduisit à la création de multiples communautés chrétiennes et institutions catholiques dans la partie méridionale de son diocèse de Quilon. Il établit de nombreuses écoles dans les villages côtiers et fonda l’institut pour la formation d’instituteurs' à Nagercoil : en tout quelque 112 écoles en l’espace de 25 ans dont les "Carmel High School" et "St. Joseph's Higher Secondary school" de Nagercoil.
Benziger recommande au Saint-Siège la bifurcation du diocèse de Quilon (en). Le 26 mai 1930, le diocèse de Kottar est créé, couvrant de district civil de Kanniyakumari, au Tamil Nadu. Mgr Lawrence Pereira en est le premier évêque. Le diocèse comprend alors 95,000 fidèles dans 25 paroisses animées par 32 prêtres diocésains. Pour des raisons linguistiques, et à la suite de la réorganisation des États de l'Inde, Kottar est détaché de la province ecclésiastique de Verapoly (en) (au Kerala) et rattaché à celle de Madurai, au Tamil Nadu. (1963).
Les paroisses côtières souffrirent beaucoup des conséquences du Tsunami du 26 décembre 2004. 800 personnes perdirent la vie et des milliers de maison, quelques églises et d’innombrables bateaux de pêche furent endommagés ou perdus.

## Évêques de Kottar
- 26 mai 1930 – 7 janvier 1938 : Lorenzo Pereira
- 5 janvier 1939 – 23 novembre 1970 : Thomas Roch Agniswami, S.J.
- 23 novembre 1970 – 3 juillet 1987: Marianus Arokiasamy, transféré comme archevêque de Madurai
- 14 novembre 1988 – 16 janvier 2007: Leon Augustine Tharmaraj
- 30 juin 2007 - 20 mai 2017: Peter Remigius
- 20 mai 2017 -   : Nazarene Soosai